# William Waddell
William Waddell (7 de marzo de 1921 - 14 de octubre de 1992) fue un jugador y entrenador de fútbol profesional.

## Trayectoria

### Como futbolista
Waddell nació en Forth (Lanarkshire). Como jugador, solo jugó profesionalmente para los Rangers en una carrera que abarcó ambos lados de la Segunda Guerra Mundial (e incluyó más de 200 partidos no oficiales durante el conflicto además de 317 apariciones reconocidas).
Hizo su debut a la edad de 17 años en un partido amistoso contra el Arsenal y ganó cuatro títulos de Liga y dos Copas de Escocia, además de jugar un papel importante en otras copas exitosas sin llegar a la final, y siendo miembro del equipo que dominó las competiciones en tiempos de guerra.
También jugó 18 partidos con Escocia (anotando seis veces) entre 1946 y 1954 después de jugar en ocho partidos no oficiales en tiempos de guerra, y fue seleccionado para la Liga Escocesa XI cinco veces.

### Como entrenador
Waddell se convirtió en entrenador de Kilmarnock en 1957. En lo que fue su era más próspera, el club logró cuatro subcampeonatos en la liga bajo su dirección entre 1960 y 1964 y alcanzó tres finales (Copa de Escocia 1959–60, Copa de la Liga de 1961 y Copa de la Liga de 1963), todas ellas perdidas.
Los esfuerzos de Kilmarnock finalmente fueron recompensados con un trofeo cuando el club ganó su único campeonato de liga hasta la fecha, en 1964-1965; esto se logró con una victoria en el último día contra sus rivales más cercanos Heart of Midlothian. Al dejar Kilmarnock en 1965, Waddell cambió el mundo del fútbol por el periodismo, convirtiéndose en periodista deportivo para el Evening Citizen y el Scottish Daily Express. Se hizo cargo del Kilmarnock en 389 partidos competitivos, ganando 215 (55%), la mejor proporción de la historia del club para un entrenador.
Desde mediados de la década de 1960, el fútbol escocés estuvo dominado por el Celtic dirigido por Jock Stein. En 1969, Waddell volvió a los Rangers como entrenador, tras el despido de Davie White. El equipo no ganó ningún Campeonato de Liga con Waddell como entrenador, pero ganó la Copa de la Liga de Escocia en 1971, poniendo fin a una racha de seis años sin un trofeo. En 1972 llevó al Rangers a ganar la Recopa de Europa, venciendo al Dynamo de Moscú por 3-2 en la final en Barcelona. Más tarde, en 1972, entregó las riendas de la dirección a su asistente, Jock Wallace Jr, habiendo sido entrenador de los Rangers durante 134 juegos.

## Carrera posterior
Waddell pasó a servir a los Rangers en los roles de gerente general y vicepresidente. Durante el tiempo como gerente, los Rangers sufrieron el desastre de Ibrox de 1971, cuando 66 fanáticos perdieron la vida. A Waddell se le atribuyó la reconstrucción del Ibrox Stadium a fines de la década de 1970 y principios de la de 1980, lo que lo convirtió en uno de los campos más modernos de Europa en el momento de su muerte. Se convirtió en gerente general en 1972, después de dejar su cargo como gerente del primer equipo y luego asumió el cargo de vicepresidente en septiembre de 1975. Después de cuatro años renunció a su cargo, para ser reemplazado por Lawrence Marlborough, y asumió el cargo de asesor del club. Sin embargo, dejó este cargo el 27 de junio de 1981, después de que el Rangers decidiera no renovar su contrato de £ 15,000 libras al año (equivalente a £ 52,000 libras en 2015) pero siguió siendo director del club hasta su muerte.